# Crofton (Yorkshire de l'Ouest)
Pour les articles homonymes, voir Crofton.
Crofton est un village près de Wakefield dans le Yorkshire de l'Ouest, en Angleterre, à environ 6 km au sud-est de la ville, environ 10 km à l’ouest de la ville de Pontefract et à 6 km de la ville de Featherstone. La population de la paroisse civile, au moment du recensement de 2011, était de 5 781.

## Histoire
Crofton est mentionné dans le Domesday Book sous le nom Scroftune. 
Le village a une église, l'église de tous les Saints, qui est anglicane. Elle date du XVe siècle. Une église catholique construite dans les années 1920 a fermé en 2008. 
Crofton New Hall a été construit dans les années 1750 pour les Wilson, qui vivaient dans le village jusqu'en 1935, lorsqu'un colonel Wilson a vendu la salle et le domaine et s'est déménagé. La salle a été utilisée par l'armée pendant la Deuxième Guerre mondiale et plus tard par le National Coal Board. Il a abrité l'école tutorielle de Brown jusqu'en 1980, l'année de la démolition du bâtiment. Peu de temps après, un nouveau lotissement y a été construit. Une partie de la famille Wilson est enterrée dans un grand mausolée du cimetière. 
Richmal Mangnall, auteur d'un livre scolaire innovant, a fait ses études à l'école de Mme Wilson à Crofton Hall. Elle y resta comme enseignante, puis la reprit en 1808 et la dirigeait jusqu'à sa mort, le 1er mai 1820. Les deux aînées des deux sœurs Brontë (Maria et Elizabeth) ont brièvement assisté. La première école gratuite du village a ouvert ses portes en 1877 sous le nom de Crofton Board School. 
Crofton était principalement une communauté agricole, mais l'extraction du charbon est devenue importante au XIXe siècle et s'est poursuivie jusqu'aux années 1980. Il y avait trois mines de charbon à moins de deux miles du village, à Nostell, Walton et Sharlston[réf. nécessaire]. Au début des années 1900, Lord St Oswald avait construit des maisons à New Crofton, connues localement sous le nom de Cribbens ou Scribbens Lump (le morceau de Cribbens/Scribbens, une référence à un morceau de charbon), pour les travailleurs de la mine de Nostell. Cette zone a été peuplée jusqu'aux années 1980, quand elle a été démolie avec les mines. The Lump possédait également une salle de mission, un magasin local et un magasin de poisson-frites, appelé localement « The Leaning Chippy » (la  friterie penchante) en raison de l'affaissement de la mine de Nostell. Dans les années 1970, il y avait deux magasins près du Lump : Alf's, un magasin situé dans le coin où se trouve l'ancien pub Slipper, et un autre rattaché au garage automobile local, Mrs Moody's. Il y a aussi un puits inutilisé dans lequel les villageois avaient leur eau. On peut encore le voir, mais le puits lui-même a été comblé, constituant un danger pour les enfants de la région. [réf. nécessaire]
Les maisons situées au Lump ont été démolies en raison de graves affaissements de la mine Nostell; il était donc moins coûteux de les démolir que de réparer les dommages causés. Une fois démolie, la région est restée une friche pendant de nombreuses années, mais les vieilles rues pavées et d’autres routes étaient encore visibles. Finalement, le terrain a été vendu et un nouveau lotissement a été construit. La plupart de l'ancien affaissement a cessé, avec de nombreuses anciennes mines effondrées et remplies il y a quelques années, mais certaines restent et affecteront les zones environnantes pour les années à venir. 
Lorsque les mineurs de Nostell ont dégagé de nouvelles couches de charbon, ils sont tombés sur ce qui a été décrit comme une église souterraine, que les moines du prieuré de Nostell avaient construite des années auparavant. Cette église était dotée de tunnels, que les moines utilisaient pour transporter du charbon au monastère. L'église avait des portes en bois et des sièges à l'intérieur. On ne sait pas exactement pourquoi ils l'ont construit sous terre. L'entrée et le tunnel ont finalement été fermés. Leslie Simpson, mineur et agent de sécurité de Nostell, ainsi qu'un collègue mineur ont gravé leurs noms dans le bois de la porte de l'église juste avant que le tunnel ne soit scellé. Une théorie est que les moines ont construit l'église souterraine pour prier et adorer en privé, le monastère rattaché au prieuré de Nostell étant dissous par Henri VIII en 1540. 
Le château de Crofton a été construit à Towers Lane en 1853 par John Blackburn dans le style d'un manoir gothique, doté d'un parapet. La maison a servi de camp de prisonniers de guerre pendant la Deuxième Guerre mondiale pour les soldats italiens capturés. La maison a ensuite été achetée par la famille Abbott qui l’a laissée tomber en ruine. En 2004, la maison a subi un terrible incendie qui a conduit à sa démolition[réf. nécessaire] .
Des rumeurs d'activités paranormales au manoir ont fait surface. De nombreux écoliers, ainsi que des adultes, ont déclaré avoir vu une silhouette blanche se tenir à la fenêtre arrière, connue localement sous le nom de la Dame grise. Au fil des ans, il y avait des rumeurs de suicides et de pendaisons à l'intérieur et autour du château, mais la plupart étaient sans fondement ou grandement exagérées. Depuis la démolition du château, un nouveau lotissement a été construit sur le site, mais les développeurs étaient conscients de l'histoire derrière le château. de nos jours recouvert par une route. Néanmoins, des événements de la légende de la Dame grise et d’autres phénomènes étranges sont encore signalés dans le nouveau lotissement[réf. nécessaire].

## Époque contemporaine
Au début du XXIe siècle, Crofton est considéré comme un village de navetteurs, de nombreux habitants partant chaque jour travailler dans les villes voisines telles que Leeds et Wakefield et, dans une moindre mesure, Sheffield et York. Le village compte deux bureaux de poste, l'un à New Crofton et l'autre à High Street, deux friteries, dont un à New Crofton, des supérettes et un magasin de tapis. Le village abrite également plusieurs pubs: le Crofton Arms et le Cock and Crown, tous deux situés sur la route A638, le Royal Oak et The Goose & Cowslip . Un club de travailleurs et le centre communautaire de Crofton, anciennement connu sous le nom de Nostell Miners' Welfare, servent également de boisson. Le Crofton Arms est maintenant un restaurant indien. Parmi les autres pubs, le Weavers Green a été démoli pour faire place à de nouvelles maisons et The Slipper a été converti en appartements. Le Goose and Cowslip (l'« Oie et le Coucou ») s'appelaient anciennement le Lord of the Manor (le Seigneur du manoir), et les habitants l'appellent toujours the Manor (« le Manoir »)[réf. nécessaire].
Crofton a apparu dans les journaux nationaux quand un motel réputé du village, The Redbeck, est resté ouvert pendant 21 ans sans jamais fermer ses portes, faisant des rénovations, des fuites et des coupures de courant. Le Redbeck est à présent un restaurant, un hôtel et un arrêt long-courrier à la périphérie de Crofton, situé sur la route A638[réf. nécessaire].
Crofton a fait peau neuve ces dernières années. L'ancienne mine de Nostell et ses environs ont été transformés en un parc naturel avec un petit étang et des zones de promenade fréquentées par de nombreux habitants. La marche comprend environ trois à quatre miles de chemin du début à la fin, certains étant bétonnés (vestiges de l'ancienne zone d'exploitation à ciel ouvert). Le chemin peut être suivi à pied ou à vélo, jusqu'au sentier Trans-Pennine et à travers la forêt de Walton. Certaines années, son utilisation est entachée de flambées dans la population de tiques, qui touchent particulièrement les promeneurs de chiens et les bovins[réf. nécessaire].
En juillet 2017, le secrétaire d'État aux Transports a annoncé la décision d'acheminer le tronçon de la ligne de chemin de fer à grande vitesse de HS2 entre les Midlands de l'Ouest et Leeds par le côté oriental du village. Au même temps, on a annoncé que le grand dépôt de maintenance, proposé au sud du village, serait construit à l'est de Leeds, au lieu de Crofton[réf. nécessaire].

## Sport
Crofton est au centre de ce qu’on appelle localement le pays de rugby. L’équipe locale Crofton Cougars contribue au maintien de la tradition de la ligue de rugby. L'équipe a été formée en 1996 et joue dans le CMS Unison Division 1. Ils ont remporté le titre CMS Division 2 en 2006. Le terrain des Cougar est le Cougar Park, qui fait partie des installations du centre communautaire de Crofton. Il peut accueillir jusqu'à 3 000 personnes, assises ou debout[réf. nécessaire].
L’équipe de cricket de Crofton joue au Sidings Playing Fields, tout comme l’AFC Crofton Juniors et le Crofton Sports FC, qui comptent deux équipes dans la Wakefield Saturday League[réf. nécessaire].
Le Nostell Miners Welfare FC joue également dans les installations du centre communautaire et fait actuellement partie de la division premier des comtés du Nord[réf. nécessaire].

## Résidents notables
- Richard Fleming (v. 1385 - 1431), futur évêque de Lincoln et fondateur du Lincoln College d'Oxford, construisit l'église de Crofton.
- John Clayton (1657-1725) était recteur de Crofton et auteur de livres et d'articles scientifiques.
- John Harrison (1693-1776), l'homme qui résolut le problème du calcul de la longitude, était né à Foulby. Harrison Road à Crofton porte son nom.
- Richmal Mangnall (1769–1820), directrice de la Crofton School for Young Girls, a écrit un manuel autrefois célèbre, Mangnall's Questions.
- Sir Titus Salt (1803-1876), qui a construit les moulins de Saltaire, vivait à Manor Farm, devenu Goose & Cowslip.
- Maria Brontë (1814-1825), l'aînée des sœurs Brontë, a fait ses études à la Crofton Hall School[8].
- Elizabeth Brontë (1815-1825) a fait ses études à la Crofton Hall School[8].
- Edward Simpson (1867-1944), né à Crofton, était un joueur de cricket de première classe.
- Harry Roberts (1904-1968), né à Crofton, était un footballeur professionnel avec Leeds United, Plymouth Argyle et Bristol Rovers.
- Joby Shaw (c. 1934 - 2010), né à Crofton, était un footballeur international de la ligue de rugby.

## Écoles
La Crofton Infants School (l'« école maternelle de Crofton ») a été ouverte en 1877 et s'appelait alors Crofton Board School. En 1920, lors d'une danse, l'école était le site d'un meurtre. Jane Darwell, âgée de dix-neuf ans, avait été assassinée dans la salle par son ex-petit ami Edwin Sowerby, devant plusieurs témoins. Sowerby a été condamné à mort et pendu à la prison Armley de Leeds le 30 décembre 1920. La légende locale dit que le fantôme de Jane Darwell hante toujours l’école, connue sous le nom de La Dame bleue[réf. nécessaire].
En 1955, la Crofton Secondary School (le « collège de Crofton ») a ouvert ses portes dans le Crofton Old Hall. La Crofton Slack Lane Junior School (une école élémentaire) et un nouveau collège ont été construites dans les années 1960. Une nouvelle école élémentaire a été ouverte à Shay Lane en 1972. À l'été 1995, un incendie a détruit la majeure partie du collège et un nouveau bâtiment a ouvert ses portes en 1998. En 2007, la Crofton High School a atteint un taux de réussite record en matière de GCSE, se classant ainsi parmi les cent meilleures écoles publiques du pays. En août 2011, l'école est devenue la Crofton Academy.

## Transports

### Transport en autobus
Crofton est situé sur la route A638 qui relie Wakefield à Doncaster et est de lien vital au village. Il y a plusieurs lignes de bus qui partent de Crofton. 

### Gares
Jusqu'aux années 1960, le village était desservi par la gare de Hare Park & Crofton avant sa démolition. La gare était située sur le Great North Eastern Railway et sur la ligne de Wakefield. Les voies de garage ont également été utilisées dans le cadre de la ligne de Dearne Valley. Crofton, une gare plus petite, était située à côté de Doncaster Road, sur l'actuelle ligne de Pontefract, derrière la maison publique de Crofton Arms. Cette gare a également été fermée dans les années 1960, mais on peut voir les restes de l'ancienne gare dans sa forme abandonnée actuelle  de la route A638, ou sur les trains qui passent de la gare de Wakefield Kirkgate à Pontefract[réf. nécessaire].

### Aéroports
Crofton est situé à 42 km de l' aéroport international de Leeds-Bradford, qui offre des services vers des destinations européennes et asiatiques telles que Paris, Milan, Rome, Alicante, Ténérife, Larnaca et Islamabad. Crofton se trouve à la même distance de l'aéroport de Doncaster-Sheffield Robin Hood, à Finningley à Doncaster, qui offre moins de destinations européennes. L’aéroport international le plus proche offre une gamme complète de destinations internationales est l'aéroport de Manchester, situé à 111 km du village
1. ↑  (en) Crofton Parish, Office for National Statistics, consulté le 30 août 2020.
2. ↑  (en) Croftonline Crofton Village, consulté le 24 juillet 2017.
3. 1 2 3 4 5 6  (en) Crofton Parish Council Abous us, consulté le 24 juillet 2017.
4. ↑  (en) Croftonline Crofton Hall, consulté le 24 juillet 2017.
5. ↑  (en) Susan Drain, Mangnall, Richmal (1769–1820), Dictionary of National Biography, Oxford, Royaume-Uni, OUP, 2004, consulté le 24 juillet 2017.
6. ↑  Journal of the Brontë Society Vol. 29, No. 3, resumé Retrieved 24 July 2017.
7. 1 2 3  (en) Crofton Church, consulté le 24 juillet 2017.
8. 1 2  « Bronte links to Crofton past - blue plaque unveiled », Wakefield Express (consulté le 16 janvier 2017).
9. ↑  « British Executions – Edwin Sowerby – 1920 », www.britishexecutions.co.uk (consulté le 6 juillet 2018).

.